# Elaphidion cryptum
Elaphidion cryptum är en skalbaggsart som beskrevs av Linsley 1963. Elaphidion cryptum ingår i släktet Elaphidion och familjen långhorningar.
Artens utbredningsområde är Bahamas. Inga underarter finns listade i Catalogue of Life.